# 约翰·戈顿
约翰·格雷·戈顿爵士，GCMG，AC，CH（英語：Sir John Grey Gorton，1911年9月9日—2002年5月19日），澳大利亚政治家，第19任澳洲總理。他曾在1950年2月22日到1968年2月1日出任維多利亞州上议院议员以及在1968年2月24日到1975年11月11日出任代表希金斯选区的下议院议员。他也是澳洲歷史史上唯一一个以上议员轉任下议院議員而出任总理的人。

## 个人生平

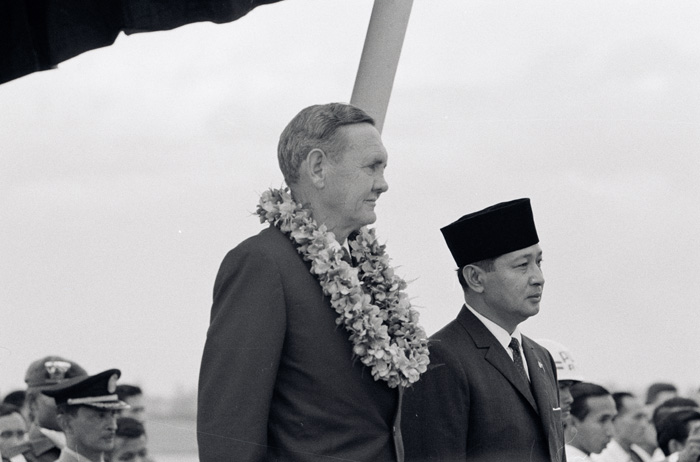
1968年戈顿爵士与印尼总统苏哈托会面

戈顿爵士是一个私生子，其父亲约翰·罗斯·戈顿（John Rose Gorton）是一名英国橘子果园主和铁道工人而他母亲是爱丽丝·辛（Alice Sinn）。他在从位于悉尼和吉朗的语法学校毕业后前往牛津大学就读历史、政治和经济学并取得了二级甲等学位。当他在英国的这段时期，他学习了驾驶飞机并在1932年取得了英国飞行员执照。同样在他作为牛津大学学生的这段时间，他与他的妻子贝蒂娜·布朗相识相遇并在1935年在牛津结婚，于之后迁居澳大利亚。
他从1940年到1944年在第二次世界大战中担任皇家澳大利亚空军的上尉，获得数枚勋荣。他的政治生涯始于1949年，当他当选为澳大利亚自由黨的上议员开始。他曾先后在罗伯特·孟席斯和哈罗德·霍尔特麾下担任教育部、内政部部长等多个内阁职位。
戈顿爵士于1968年1月10日起就任澳大利亚总理。作为总理的他却并不是一个出众的群众演说家。戈顿政府力图通过增大政府对于重文化领域的开支，促成澳大利亚电影业的独立化。并且他还主张独立的国防及外交政策并疏远与英国的传统关系。但他仍然支持越南战争。之后，戈顿政府被党内一些人认为在走中间路线，并对戈顿本人的行为产生不满。
1971年，时任国防部长并曾经在2年前支持过戈顿的马尔科姆·弗雷泽宣布辞职，指责约翰·戈顿是不称职的。在随后的党内选举中，戈顿未能获得自由党籍两院议员的多数支持，而被迫辞职下台。财政部长威廉·麦克马洪接任领袖、并出任总理。自此与弗雷泽结下了深仇，直到2002年，他都没有原谅弗雷泽，并声称自己始终不能容忍与他共处一屋。

## 相片集

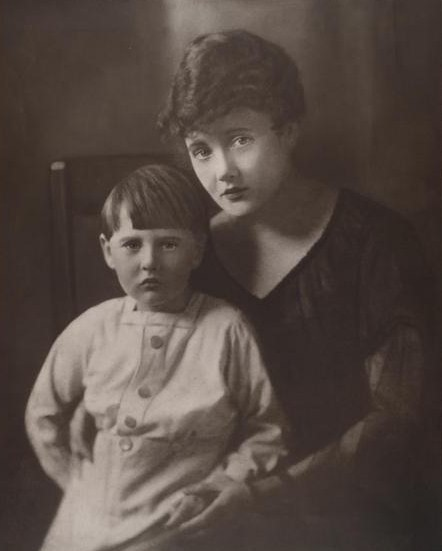
1915年戈顿爵士与他的母亲爱丽丝
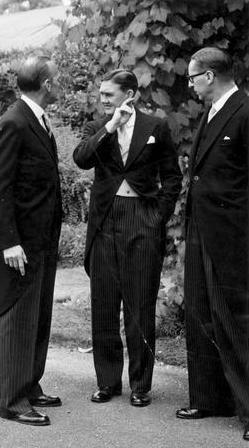
1951年的戈顿爵士（居中）
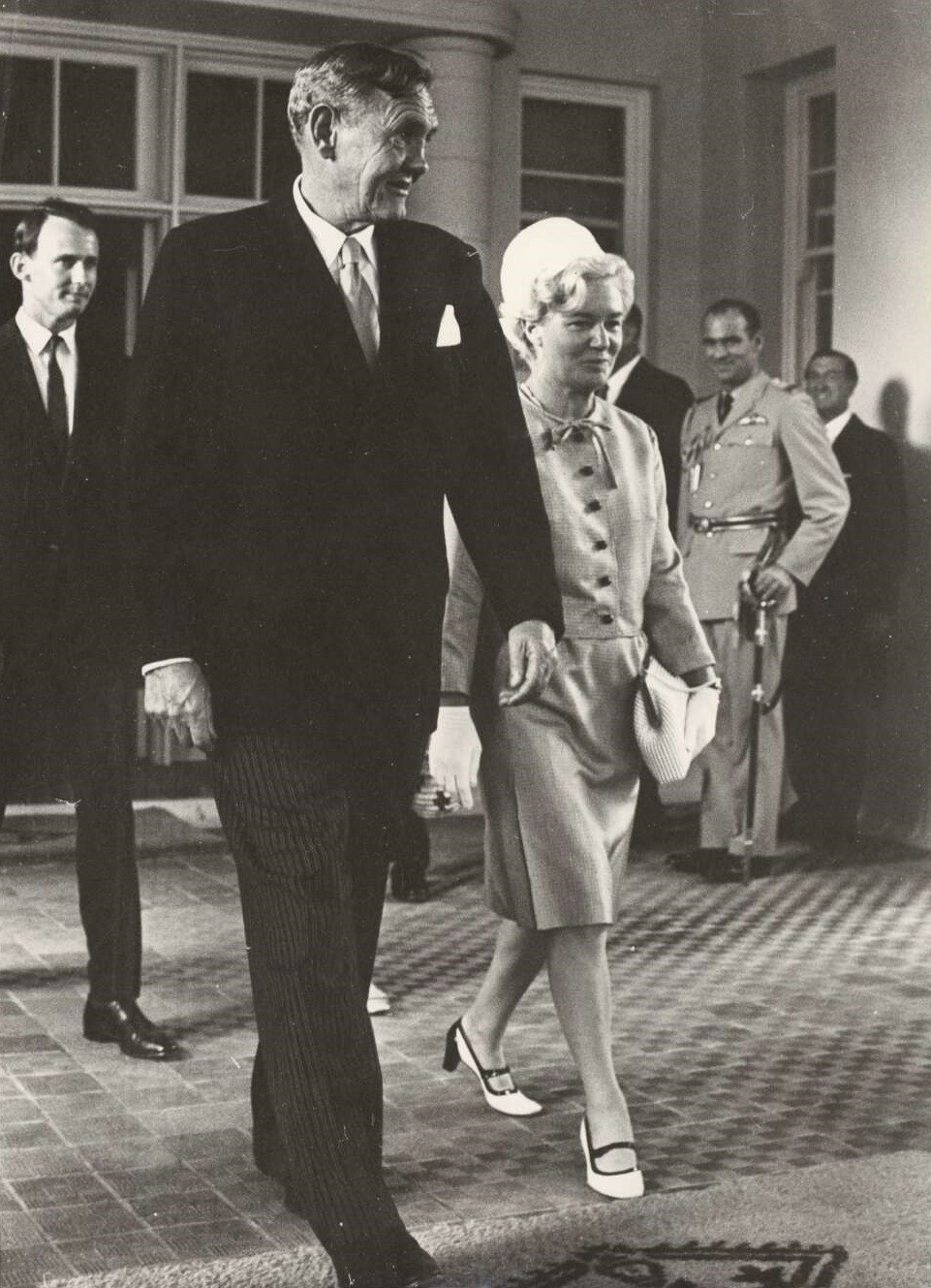
1968年的戈顿爵士与他的妻子贝蒂娜
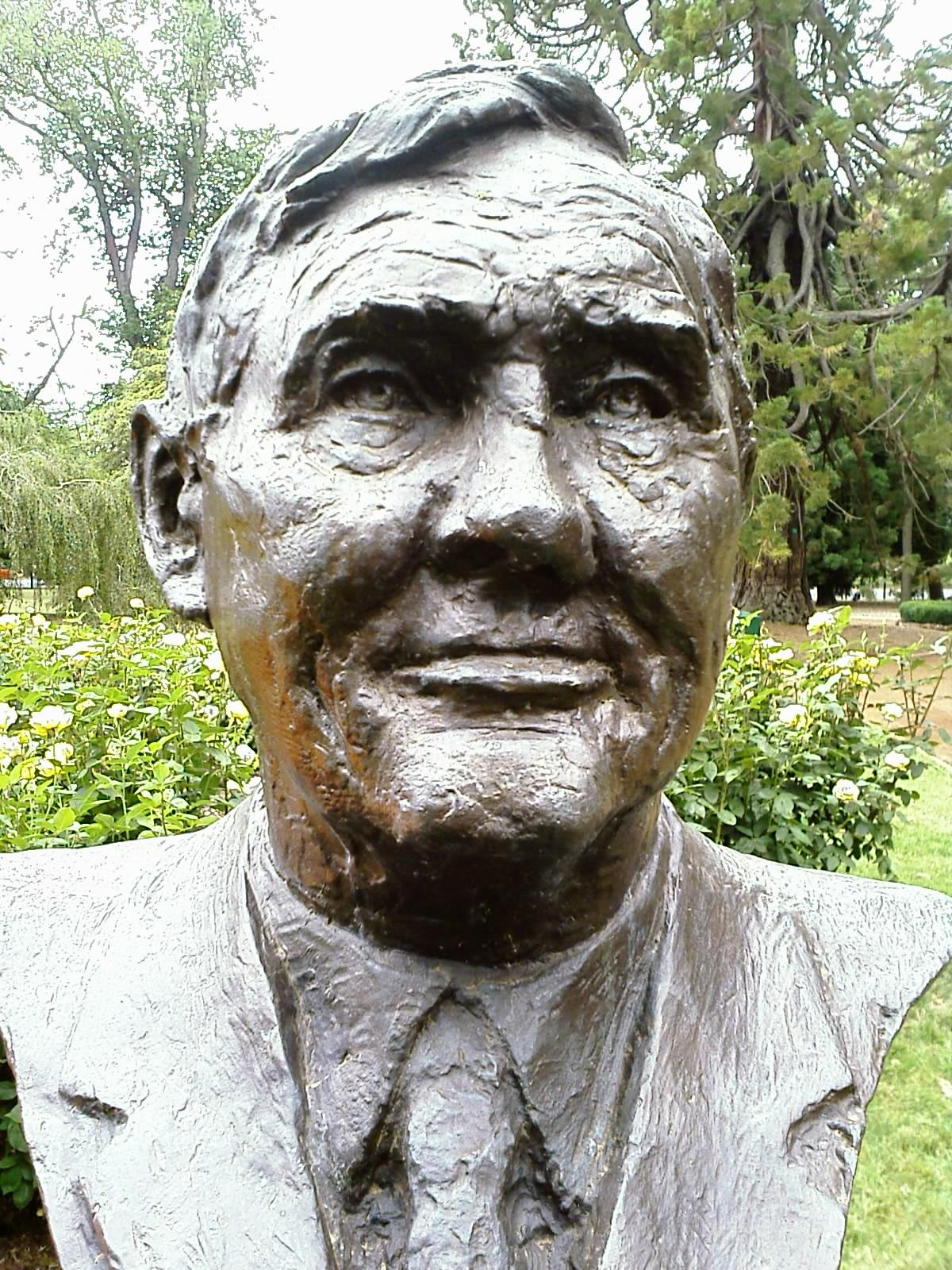
戈顿爵士雕像

## 外部連結
- . Australia's Prime Ministers. 澳大利亚国家档案馆.   [2013-11-30]. （原始内容存档于2010-07-26）.
- . 澳大利亚国家博物馆.   [2013-11-30]. （原始内容存档于2018-09-23）.
- 国家映画档案馆的约翰·戈顿[永久]